# Biblioteka Baworowskich

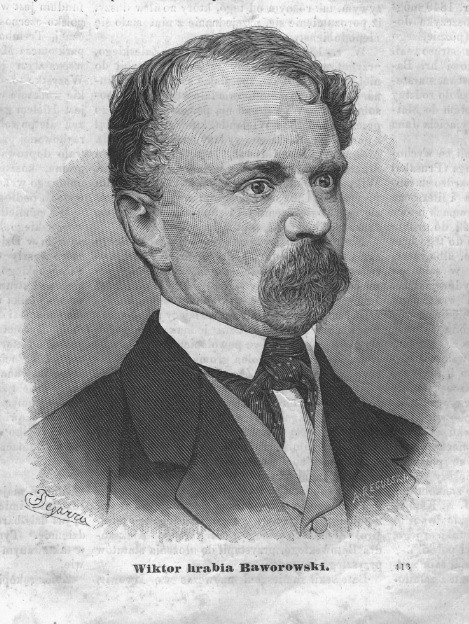
Hr. Wiktor Baworowski

Biblioteka Fundacji Wiktora Hr. Baworowskiego (potocznie Biblioteka Baworowskich) – XVII-wieczny pałac rodziny Baworowskich we Lwowie, w którym w XIX wieku powstała prywatna Biblioteka Baworowskich.
Była jedną z największych polskich bibliotek, z tysiącami książek, rękopisów i dokumentów historycznych. Obecnie mająca charakter muzeum. Była ważnym warsztatem pracy dla polonistów i historyków.

## Siedziba
Biblioteka mieści się we Lwowie przy ulicy Baworowskich 2, obecnie Bibliotecznej 2 (ukr. вул. Бібліотечна, 2). Budowla ta powstała w dawnym arsenale Sieniawskich, zbudowanym w 1639 r. przez generała artylerii koronnej Pawła Grodzickiego z inicjatywy tego możnego rodu rezydującego w Brzeżanach. Z tego okresu pochodzi przyziemie budowli, zbudowane z potężnych głazów. W XVIII wieku arsenał należał on do rodziny Czartoryskich. Na początku XIX w. nabyła go rodzina Baworowskich, którzy około 1830 przebudowali go na empirowy pałac, prawdopodobnie według projektu Ignacego Chambreza. Twórcą rzeźbiarskiej dekoracji fasady i wnętrz był lwowski artysta Johann Schimser. Grube mury pałacu w dolnej kondygnacji świadczą o pierwotnie obronnym przeznaczeniu budowli. Kamienny parter gmachu z surowych głazów był do końca XIX wieku zasypany ziemią, którą usunięto podczas regulacji ulicy. Wówczas także dzisiejszą postać otrzymało empirowe piętro.
Pałac Baworowskich jest budowlą dwukondygnacyjną, na planie prostokąta, na wysokim, oblicowanym kamiennym cokole. Bryłę urozmaicają ryzality oraz wieża narożna. Główne elementy dekoracji fasady to pilastry, girlandy, balustrady i wydatny gzyms kroksztynowy. Boczną elewację zdobi rzeźba konia, a wnętrze – płaskorzeźbiony fryz ze scenami mitologicznymi.

## Zbiory
Najważniejsze zbiory obejmowały cenne zabytki typograficzne i materiały historyczne w książkach i rękopisach. Liczyła do 1944 roku około 38 tys. druków (w tym 30 inkunabułów i 1254 rękopisów). Była połączona z galerią 285 obrazów olejnych oraz około 11 tys. sztychów i rysunków, 110 dyplomów (począwszy od XII w.), a także z działem archiwalnym, muzealnym i ikonograficznym. Wśród zbiorów Biblioteki Baworowskich znajdowały się m.in. najcenniejsze rękopisy średniowieczne (Kronika Wincentego Kadłubka, statuty Kazimierza Wielkiego) oraz listy i autografy Juliana Ursyna Niemcewicza, Jana Śniadeckiego, Aleksandra Fredry i Stanisława Konarskiego.
Początkowo posiadała zbiór około 15 tys. druków oraz 10 tys. rycin. Powiększona została:
- zbiorem (ok. 7 tys. tomów) starodruków z kolekcji hr. Zygmunta Czarneckiego z Ruska i Gogolewa w Wielkopolsce – rzadkich i najrzadszych druków polskich lub odnoszących się do Polski. Na zbiór ten składały się rzadkie egzemplarze pomników literatury polskiej, szczególnie XVI i XVII w polskiego prawa i polskiej historii, druki religijne, komplet najstarszych mszałów diecezji krakowskiej i poznańskiej XV i XVI w., unikatowa literatura katolicka i dysydencka, ogromna liczba biblii, ustawy synodów, dzieła dotyczące unii brzeskiej, bogata literatura nt. schizmy, rzadkie polskie hebraica, literatura astronomiczno-matematyczna itp.
- zbiorem dzieł i pism (ok. 8 tys. tomów) z okresu I wojny światowej (w tym wszystkie wydawnictwa Naczelnego Komitetu Narodowego).

W salach biblioteki zgromadzono wiele starych stylowych mebli z XVII i XVIII w., starą broń, porcelanę, zegary, monety i medale. Z biblioteką połączona była dość duża galeria obrazów, obejmujących blisko 300 dzieł malarzy polskich, włoskich, niderlandzkich i niemieckich mistrzów z XVI-XVIII w., m.in. obrazy Mengsa, Dolciego, Reniego, Domenichina, Canaletta, Juliusza Kossaka, Rejchana, Raczyńskiego, Franciszka Tepy, Schweikarta, Pitschmana i in.

## Historia
Została założona i ufundowana w połowie XIX w. przez hrabiego Wiktora Baworowskiego (ur. 1826, Kołtów, zm. 1894, Lwów) – polskiego bibliofila, mecenasa nauk, poetę i tłumacza romantycznych dzieł Byrona i Hugo. Hr. W. Baworowski gromadził książki, rękopisy, ryciny – tworząc ogromną i niepowtarzalną kolekcję. W pałacu lwowskim hr. Wiktor Baworowski umieścił swoją kolekcję dzieł sztuki i bibliotekę (ok. 60 tysięcy tomów), która była publicznie dostępna od 1900 roku.
W latach 1899–1905 Biblioteką zarządzał Józef Korzeniowski – polski historyk i bibliotekarz.
W czasie II wojny światowej, w wyniku tzw. koncentracji zbiorów, kolekcja Baworowskich została włączona do Ossolineum. Do 13 kwietnia 1940 biblioteką kierował dyr. Rudolf Kotula, wywieziony przez funkcjonariuszy aparatu przemocy ZSRR w ten dzień, wraz z tysiącami Polaków, na Syberię. Po nim kierownictwo objął dr Stefan Inglot z Ossolineum. Podczas okupacji sowieckiej Lwowa włączono bibliotekę do Lwowskiej Filii Biblioteki Akademii Nauk USRR. Zbiory ulegały stopniowemu rozproszeniu. Obrazy przekazano do Galerii Obrazów, eksponaty zaś do Muzeum. Sam gmach położony na rogu ul. Sykstuskiej i Ujejskiego miał stanowić ośrodek komasacji starodruków z całego Lwowa.
Podczas okupacji niemieckiej Lwowa (czerwiec 1941 – lipiec 1944) reaktywowano Bibliotekę Baworowskich. Jej kierownictwo, podobnie jak dla Ossolineum, sprawował prof. Mieczysław Gębarowicz, który w końcowej fazie okupacji niemieckiej przeprowadził ewakuacje najcenniejszej części zbiorów do Krakowa. Po wojnie zasiliły one zbiory Biblioteki Narodowej.
Po wojnie w pałacu Baworowskich powstał Dział Sztuki Biblioteki im. W. Stefanyka.
W ostatnich latach Biblioteka Baworowskich została objęta projektem rewaloryzacyjnym, realizowanym w ramach Programu Ministra Kultury i Dziedzictwa Narodowego „Dziedzictwo Kulturowe”, finansowanym ze środków ministerialnych, które pochodzą bezpośrednio z budżetu Państwa Polskiego.
Dziś stojący w centrum Lwowa siedemnastowieczny pałac Baworowskich jest Oddziałem Sztuki Lwowskiej Biblioteki im. Wasyla Stefanyka. Przechowuje m.in. te zbiory Ossolińskich, które po wojnie zostały we Lwowie.
W 2003 r. pałac został zamknięty dla czytelników. Był w bardzo złym stanie, zawilgocony, z pękającymi murami i sufitami grożącymi zawaleniem. Pieniądze na remont – 900 tys. dolarów – wyłożyła fundacja Antonowyczów (Ukraińców, którzy wyemigrowali do USA) oraz Ossolineum w kwocie 560 tys. złotych.
W listopadzie 2006 r. po remoncie dawny pałac Baworowskich został ponownie otwarty. Ossolineum, które przekazało na jego odrestaurowanie ponad pół miliona złotych, będzie tam miało salę wystawienniczą i biuro.